# Jesień

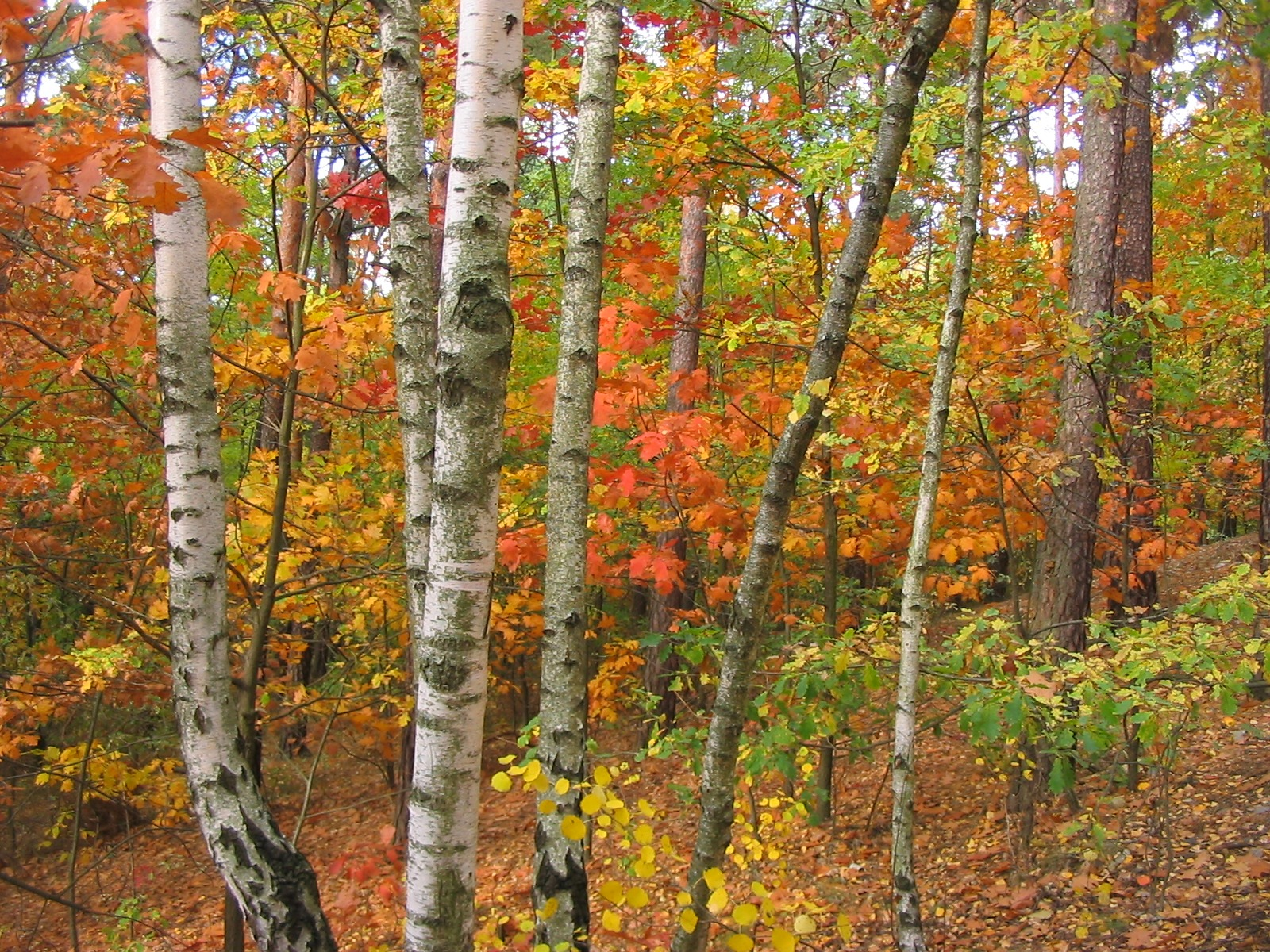
Kolory polskiej jesieni

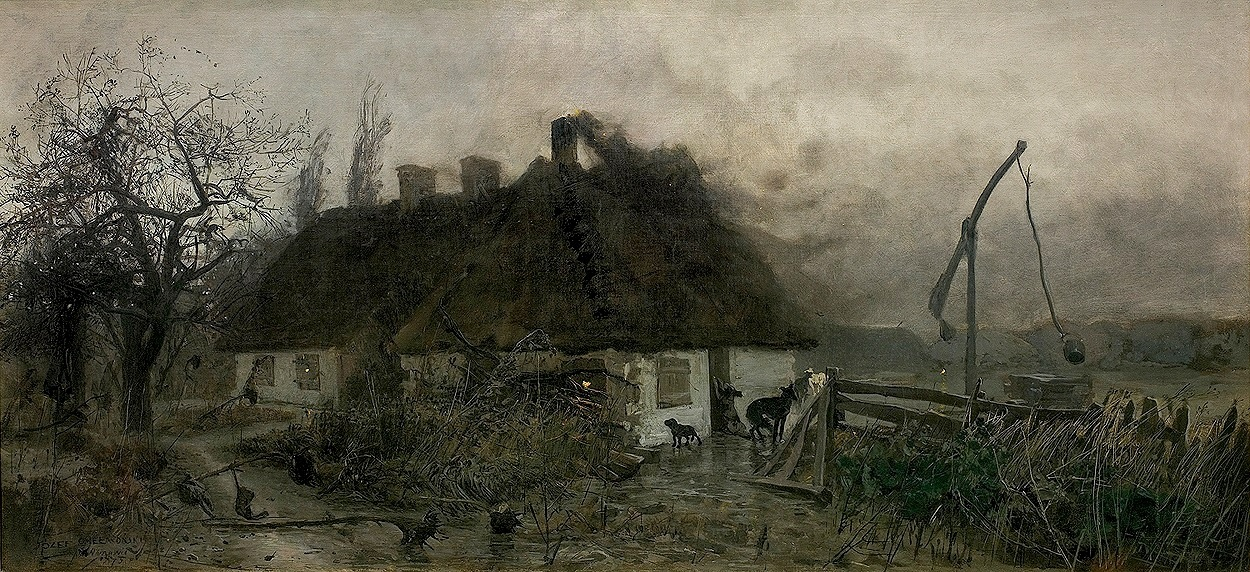
Jesień - obraz Józefa Chełmońskiego z 1875 roku (ol/płótno)

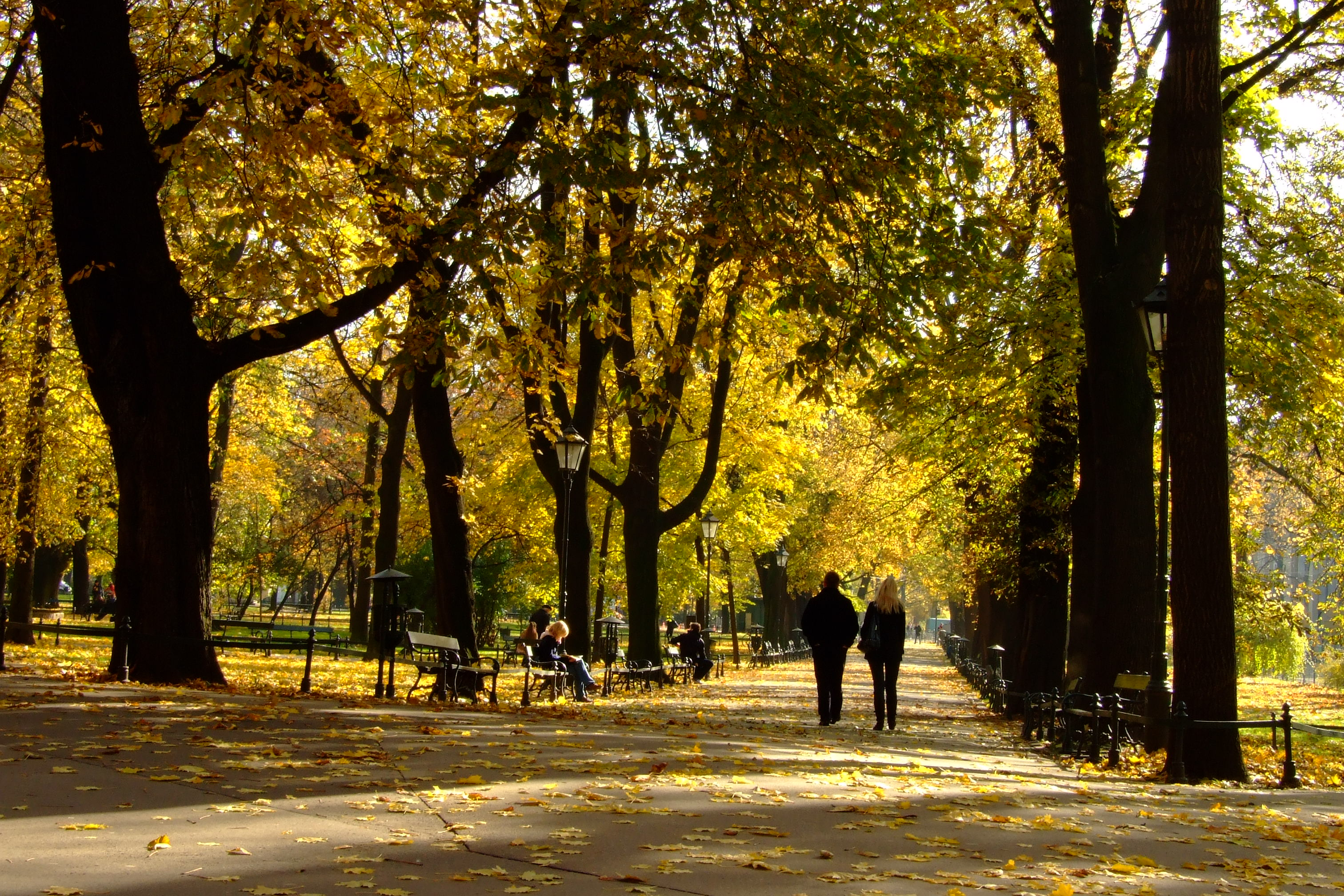
Krakowskie Planty podczas jesieni

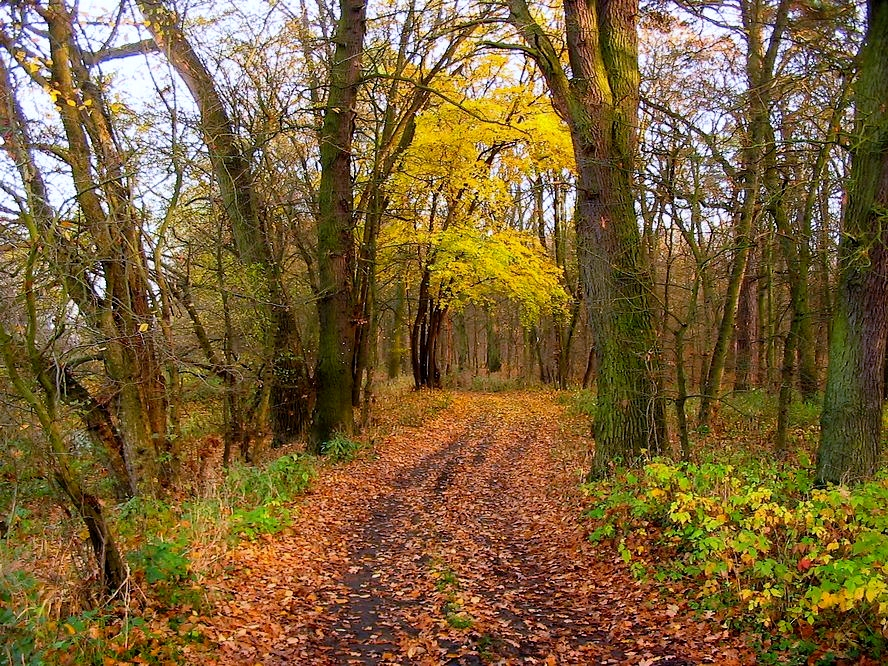
Jesień w Lesie Nadodrzańskim

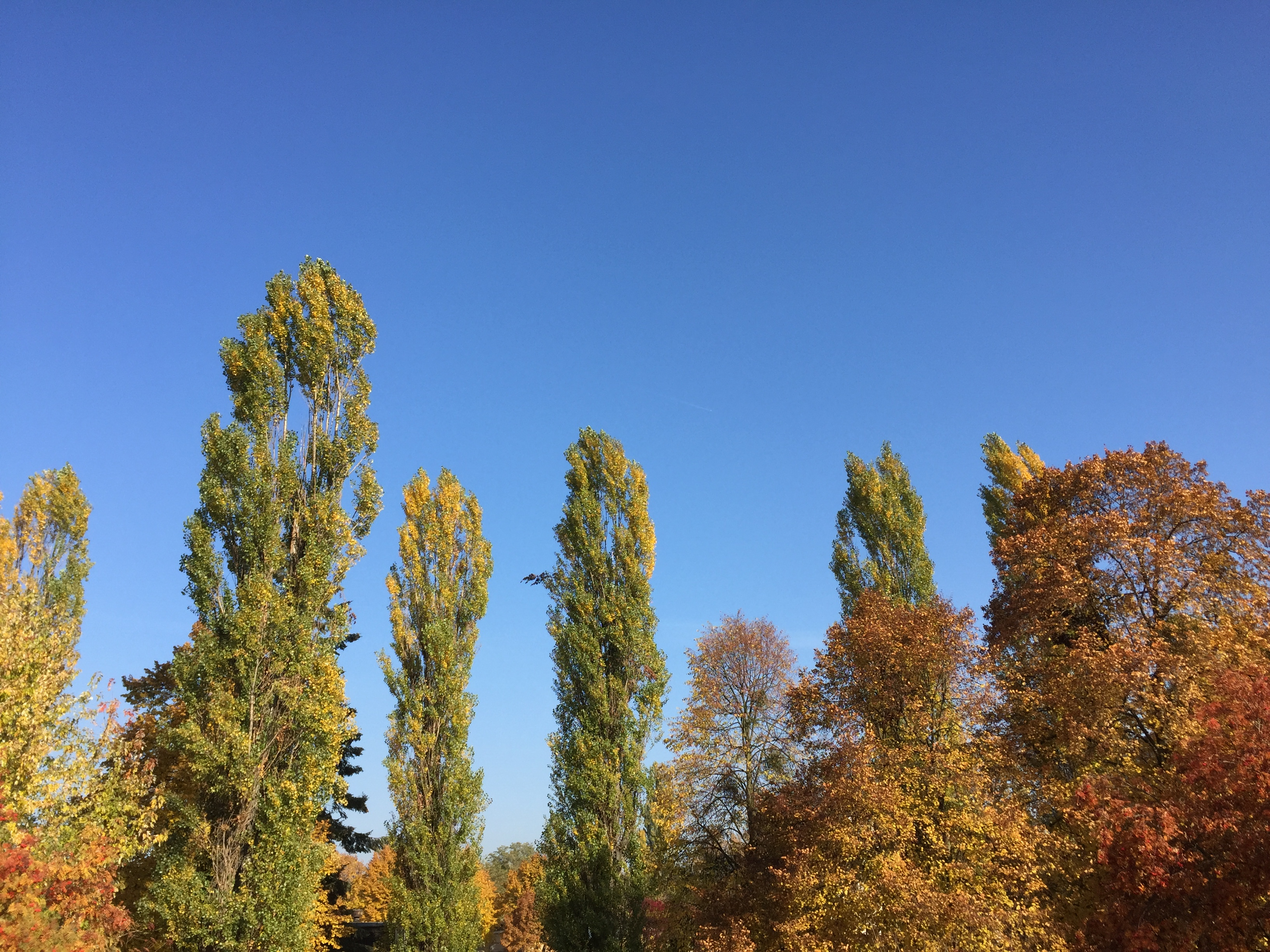
Jesienne drzewa na Golęcinie

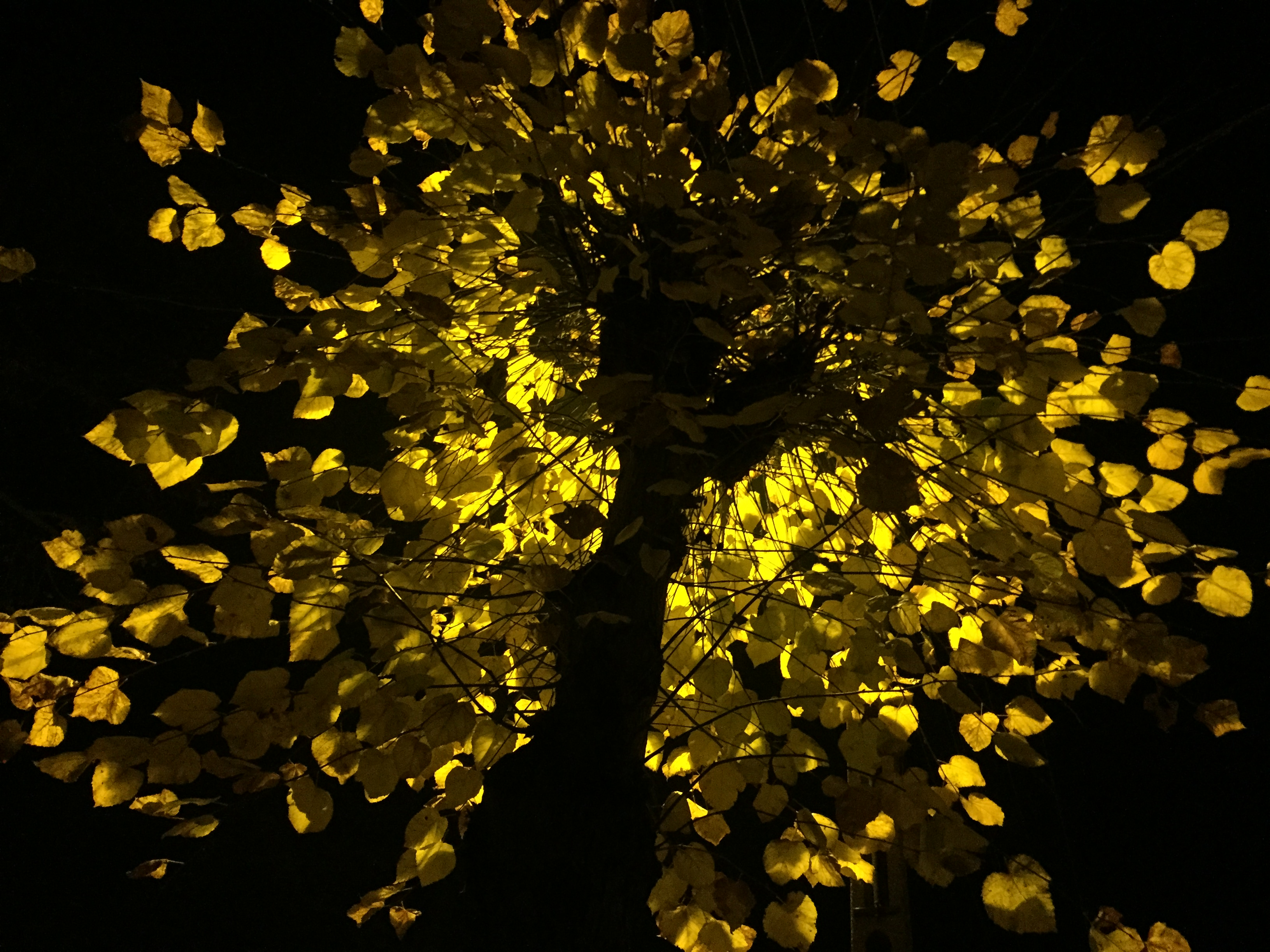
Lipa z żółtymi jesiennymi liśćmi w Zaniemyślu

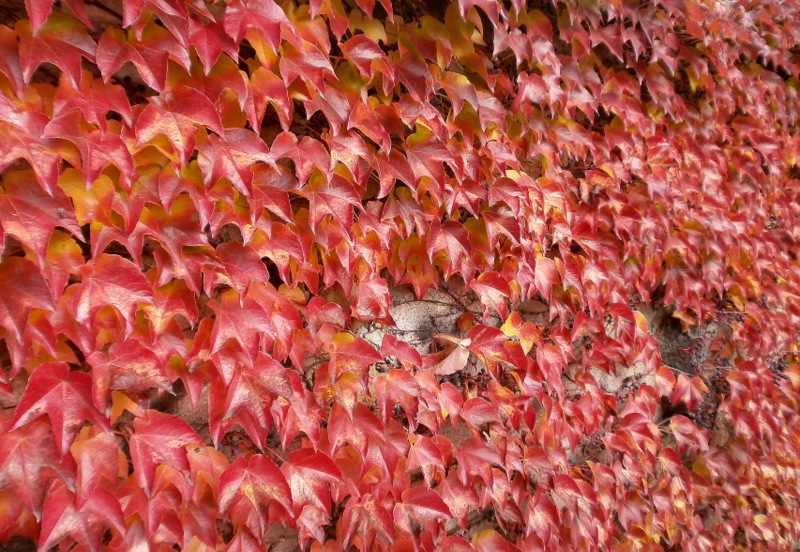
Jesienne liście na legnickim cmentarzu komunalnym

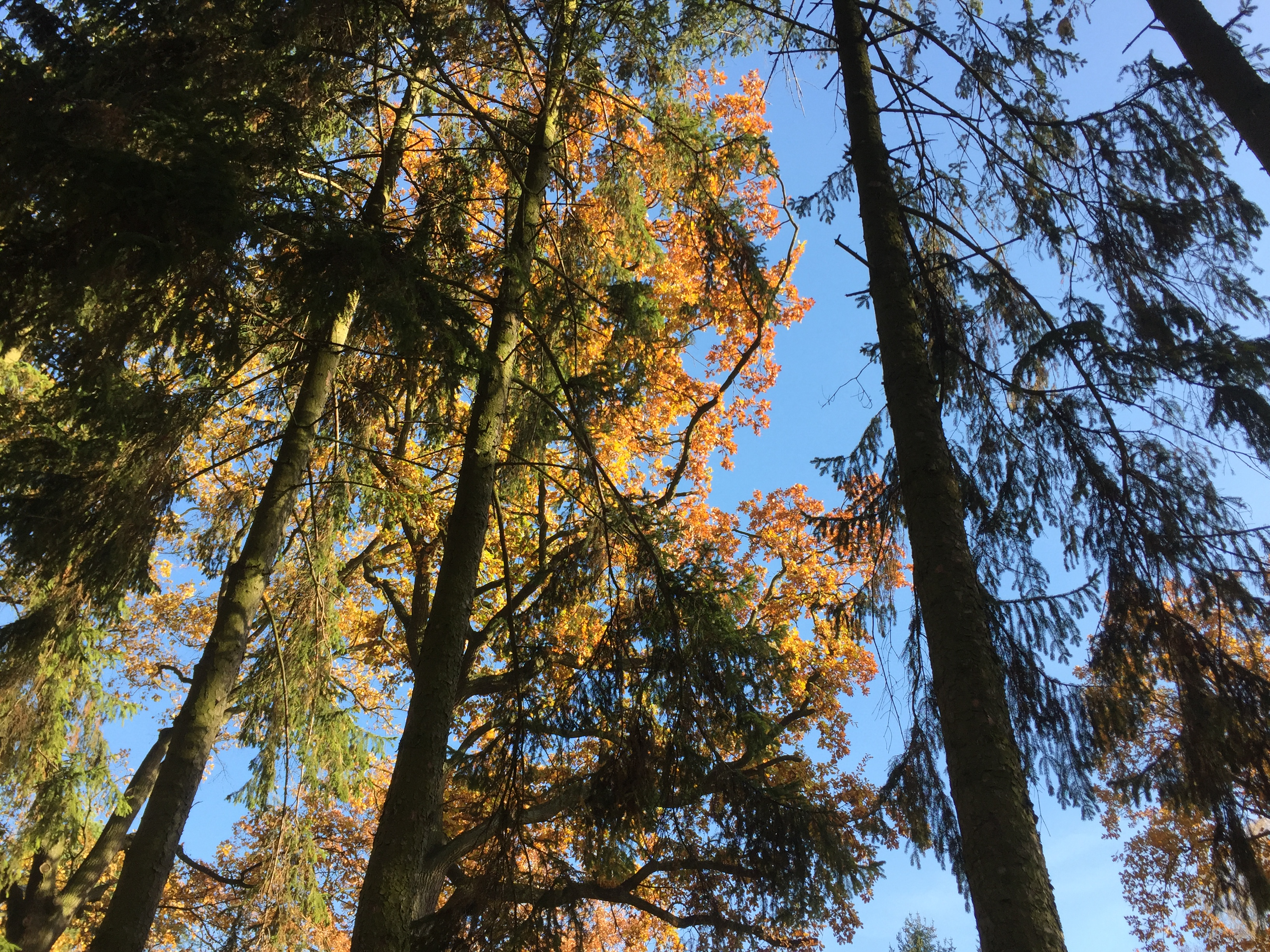
Jesień na cmentarzu w Zaniemyślu

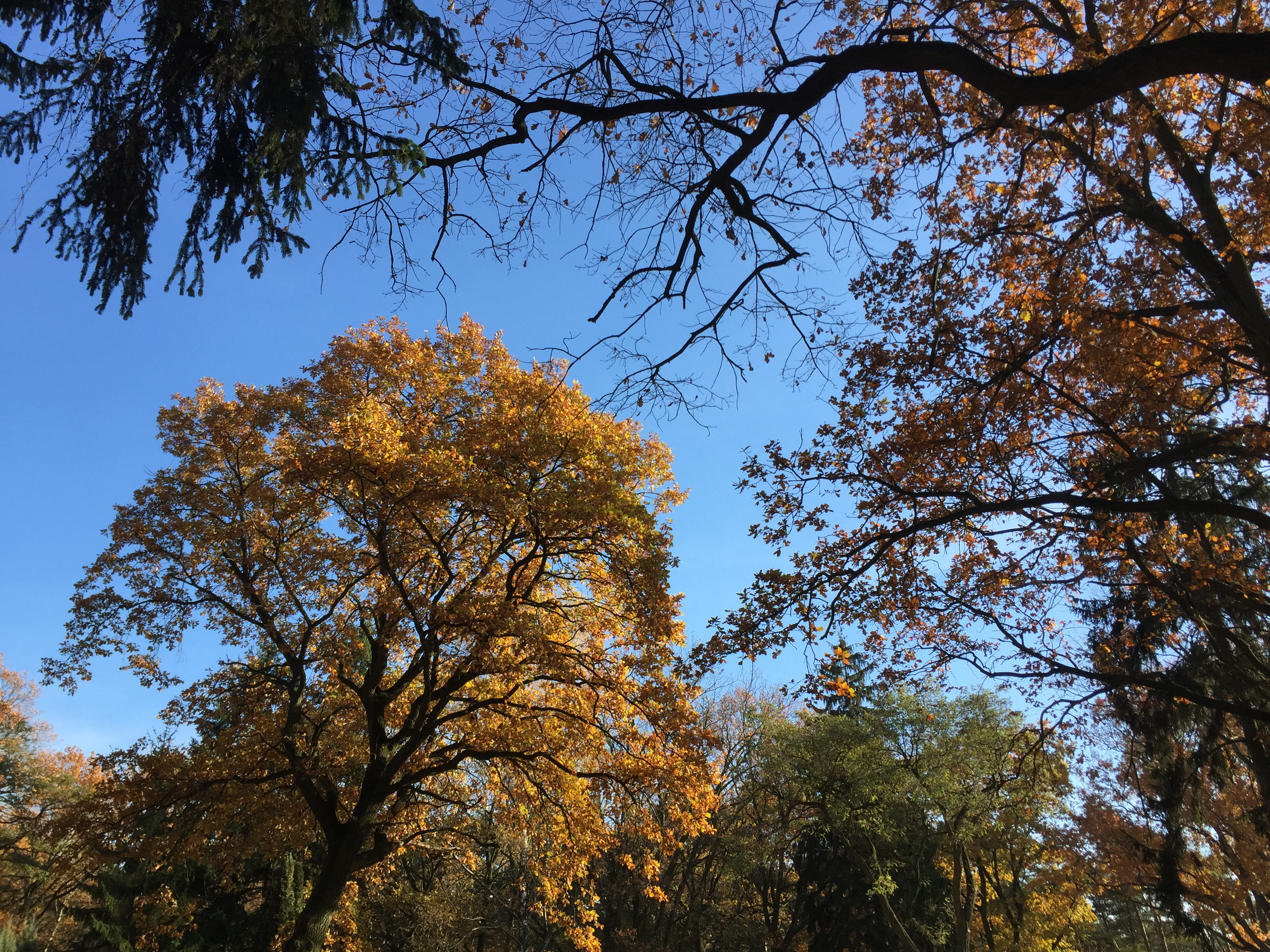
Barwy jesiennych liści na cmentarzu w Zaniemyślu

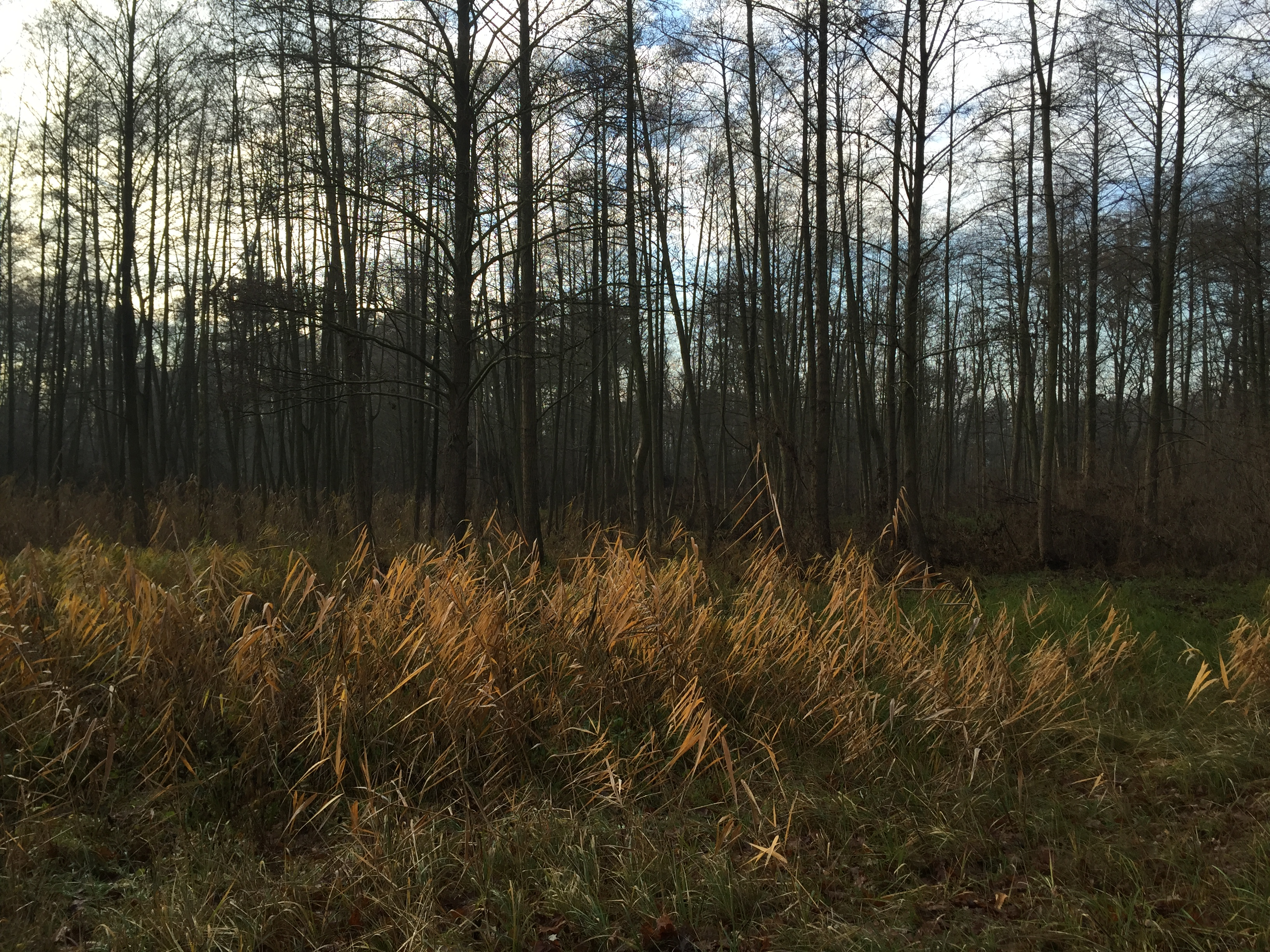
Późna jesień z bezlistymi olszami w Zaniemyślu

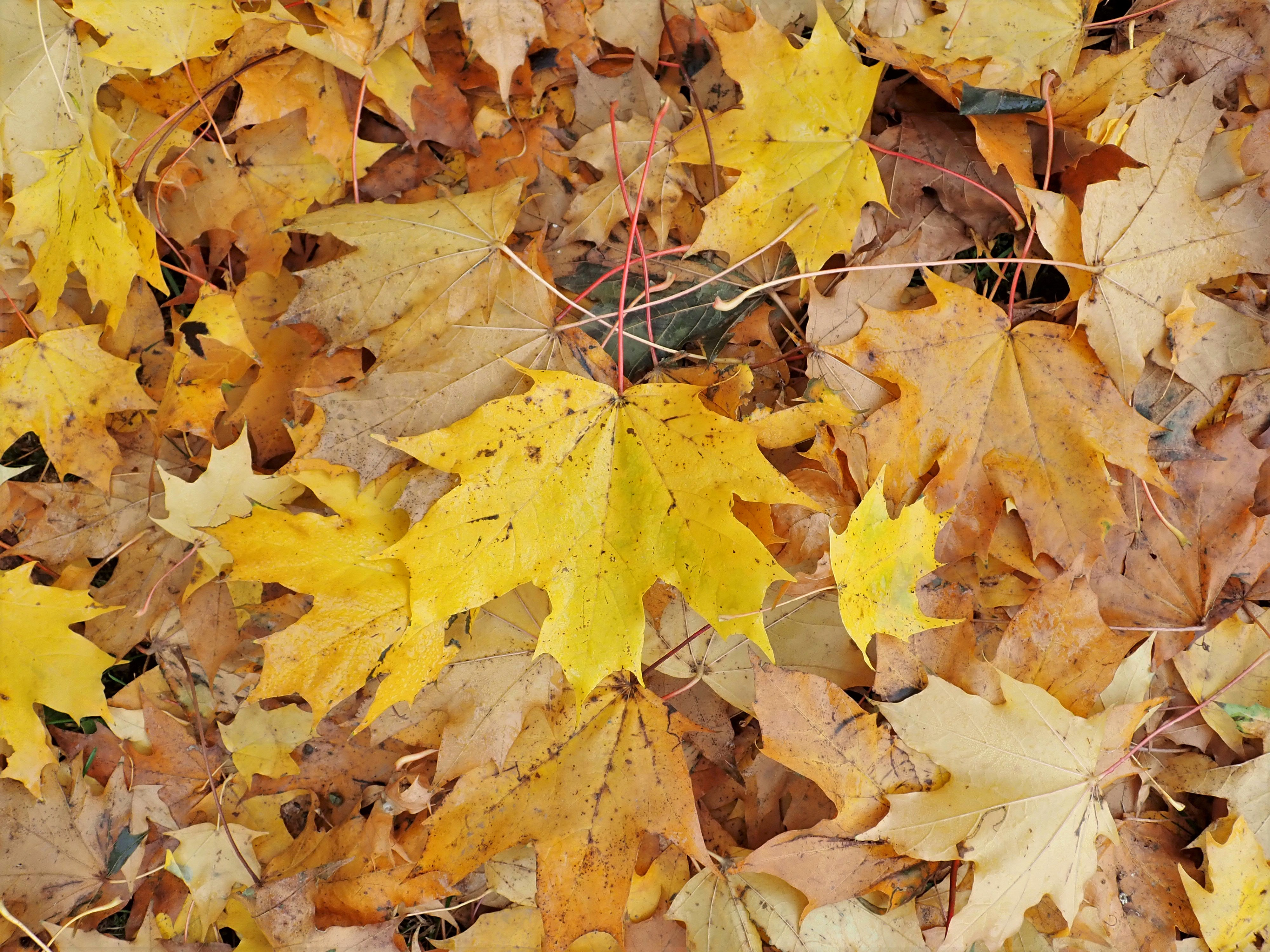
Opadłe liście klonu zwyczajnego

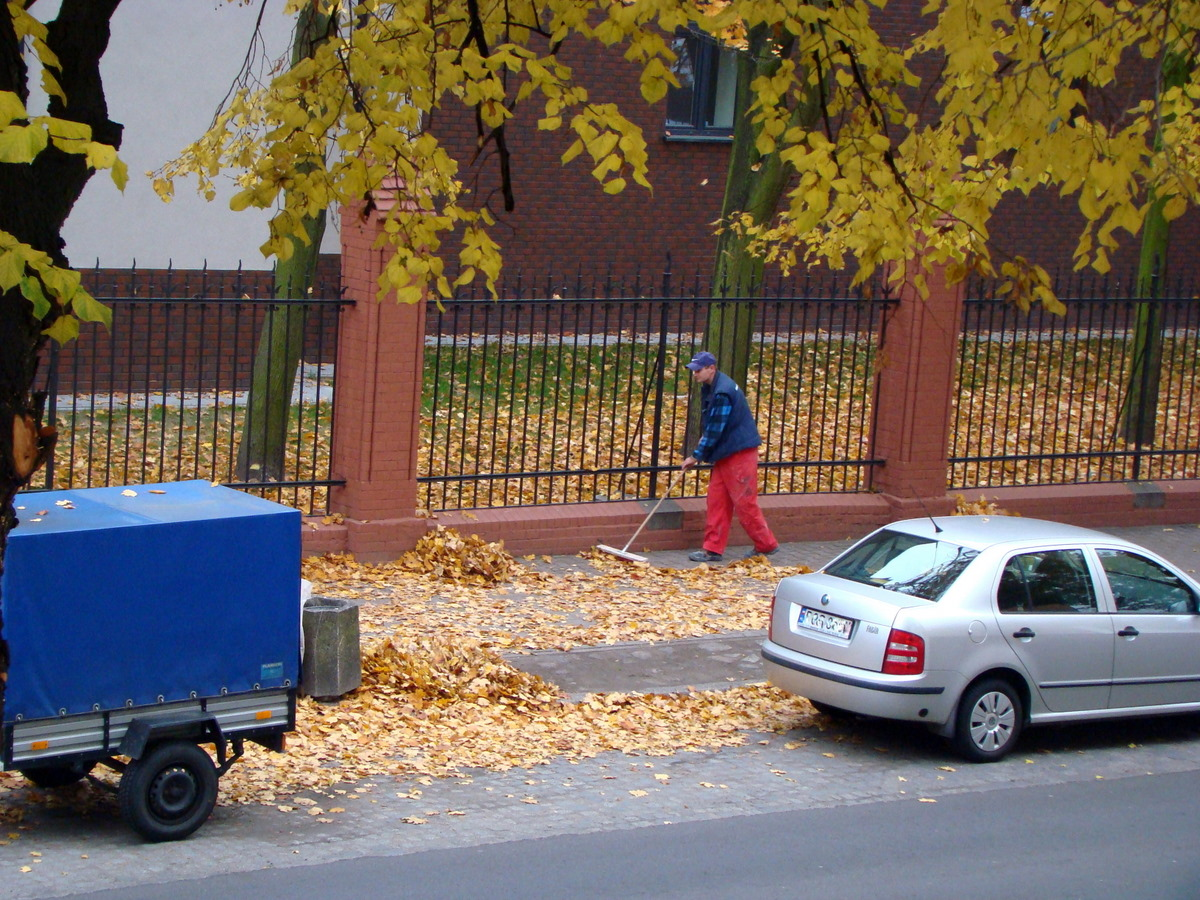
Sprzątanie opadłych liści

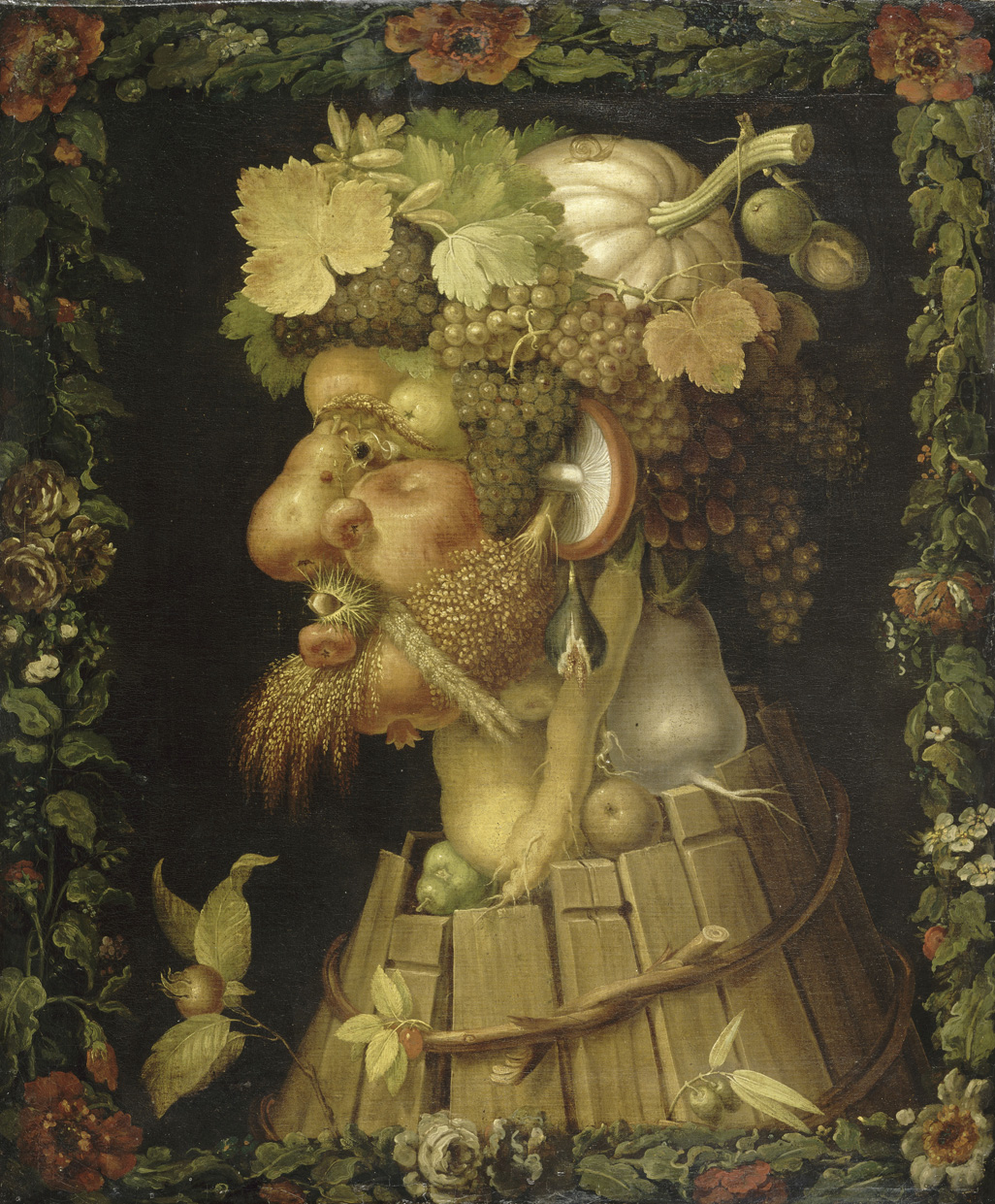
Giuseppe Arcimboldo – Jesień

Jesień – jedna z czterech podstawowych pór roku w przyrodzie, w strefie klimatu umiarkowanego. Charakteryzuje się umiarkowanymi temperaturami powietrza z malejącą średnią dobową oraz (w przypadku Polski) stosunkowo dużym w skali roku opadem atmosferycznym. W świecie roślin i zwierząt jest to okres gromadzenia zapasów przed zimą.

## Meteorologiaiastronomia
Za jesień klimatyczną przyjmuje się okres roku (następujący po lecie), w którym średnie dobowe temperatury powietrza wahają się pomiędzy 15 a 5 °C.
Astronomiczna jesień rozpoczyna się w momencie równonocy jesiennej i trwa do momentu przesilenia zimowego, co w przybliżeniu oznacza na półkuli północnej okres pomiędzy 23 września a 22 grudnia (czasami daty te wypadają dzień wcześniej lub dzień później, a w roku przestępnym mogą być dodatkowo cofnięte o jeden dzień). Podczas jesieni astronomicznej dzienna pora dnia jest krótsza od pory nocnej, a ponadto z każdą kolejną dobą dzień jest krótszy, noc dłuższa, aż do momentu przesilenia zimowego, od tego dnia dni stają się dłuższe, a noce krótsze.
Dla półkuli południowej wszystkie opisane daty i zjawiska są przesunięte o pół roku. Za miesiące jesienne na półkuli północnej uznaje się wrzesień, październik i listopad, a na południowej marzec, kwiecień i maj.

## Przyroda

### Fenologia jesieni
Okres jesieni wyróżniany na podstawie danych klimatycznych lub astronomicznych nie przekłada się dokładnie na pory roku wyróżniane na podstawie fenologii. W Europie Środkowej jesień dzielona jest na dwie fenologiczne pory roku: wczesną jesień (polecie) i pełną jesień (lub po prostu jesień). Wczesna jesień to pora, w której dojrzewa wiele owoców, przy czym za wskaźnikowe uważane są owoce kasztanowca zwyczajnego, derenia świdwy i ligustru pospolitego. W tej porze roku pełnię kwitnienia osiąga wrzos. Właściwa jesień to okres przechodzenia w spoczynek zimowy drzew, objawiający się żółknięciem liści. Za kluczowe uważane są tu kasztanowiec zwyczajny i brzoza brodawkowata. Jeszcze w trakcie jesieni liście tej ostatniej osiągają również pełnię opadania. Fenologiczna jesień kończy się z nadejściem zimy, tj. okresu występowania mrozu.
Przedzimie to klimatyczny etap przejściowy poprzedzający zimę.

### Rośliny
Jesienią liście drzew zmieniają kolor, by w końcu opaść przed zimą, a najgrubsze części zielone roślin ulegają zdrewnieniu. Rośliny wieloletnie gromadzą substancje zapasowe w korzeniach, a jednoroczne usychają, starając się przedtem różnymi metodami doprowadzić do rozproszenia nasion.

### Zwierzęta
Na przełomie lata i jesieni część zwierząt przenosi się do cieplejszych stref klimatycznych. Obserwować można przeloty ptaków, takich jak bociany, żurawie, kaczki.

## Kultura

### Święta i obyczaje

#### Halloween
Zwyczaj odnoszący się do święta zmarłych, obchodzony w krajach anglosaskich w nocy z 31 października na 1 listopada. Pierwotnie wywodzi się z celtyckiego święta Samhain, jest świętem o przedchrześcijańskich korzeniach. Obecnie zwyczaj Halloween jest traktowany nie jako obrządek religijny, lecz jako zabawa i sposób na zarabianie pieniędzy. Halloween pod obecną postacią najbardziej rozpowszechnił się w krajach wysokorozwiniętych, gdzie organizuje się różnego rodzaju bale przebierańców, pokazy sztucznych ogni, parady postaci w wymyślnych kostiumach nawiązujących do symboliki śmierci. Przygotowuje się upiorne dekoracje w domach, sklepach i na ulicach.

#### Zaduszki
W krajach słowiańskich to czas wspomnienia bliskich zmarłych. 1 listopada obchodzone jest święto Wszystkich Świętych a 2 listopada jest Dzień Zaduszny, ludzie spotykają się przy grobach zmarłych, modląc się za swoich krewnych. Święto przybiera wymiar komercyjny a nie religijny, aspekty dekoracyjne dominują nad duchowymi.

#### Wykopki
Wykopki ziemniaka przypadają na początek jesieni, w ostatnich tygodniach września. Na polach kopie się spod ziemi ziemniaki metodą mechaniczną bądź ręcznie. W wiejskich społecznościach tradycyjnie jest to okazja do palenia wieczorem ogniska, śpiewów i pieczenia ziemniaków.

#### Grzybobranie
Największa różnorodność grzybów występuje jesienią. Jeśli wrzesień jest ciepły ze średnią ilością opadów, grzyby w lasach występują w dużych ilościach. Odbywają się konkursy na ilość zebranych grzybów, degustacje potraw i przetworów grzybowych oraz wekowanie i suszenie przed zimą.

#### Sprzątanie i palenie liści
W październiku i listopadzie wiele liści z gatunków drzew liściastych opada na ziemię, tworząc barwne kobierce w parkach, skwerach i lasach. W mniejszych skupiskach ludzkich liście są zgrabiane i palone w ogniskach przez mieszkańców. Niegdyś na wsi palono również uschłe łęty po ziemniakach, malinach, pomidorach.
W niektórych gminach oraz na terenach miejskich i zabytkowych palenie liści jest zabronione, a utylizacją liści zajmują się służby miejskie.

#### Gromadzenie zapasów
Jesień jest porą przygotowywania się przez ludzi i zwierzęta do zimy, kiedy okres wegetacyjny zamiera a temperatura powietrza znacznie spada. Przygotowywane są przetwory z roślin sezonowych, takich jak pomidory, jabłka, śliwki, winogrona, grzyby. Gromadzi się zapasy drewna opałowego, szyszek czy węgla.

## Sztuka

### Poezja
Uczuciami powszechnie kojarzonymi z jesienią są nostalgia i smutek. Ten kontekst bywa wykorzystywany w rozmaitych utworach poetyckich, niekiedy ta pora roku bywa jednak opisywana również pozytywnie.
- Juliusz Słowacki w wierszu Hymn (inc. Smutno mi, Boże) pisał: „Sto mil od brzegu i sto mil przed brzegiem widziałem lotne w powietrzu bociany długim szeregiem”. Wiersz ten powstał 19 października 1836.
- Wielokrotnie nawiązywał do jesieni w swoich utworach Leopold Staff. Deszcz jesienny, jeden z jego najbardziej znanych utworów, zaczyna się słowami „O szyby deszcz dzwoni, deszcz dzwoni jesienny i pluszcze jednaki, miarowy, niezmienny, dżdżu krople padają i tłuką w me okno... Jęk szklany... Płacz szklany... A szyby w mgle mokną, i światła szarego blask sączy się senny... O szyby deszcz dzwoni, deszcz dzwoni jesienny...”. Innym przykładem jest List: „Pytasz mnie, jak się czuję. Tak, jak czuć się może człowiek dość pełnoletni w końcu listopada, gdy w niebie zmierzch pochmurny i błoto na dworze, a za oknem bez przerwy deszcz ze śniegiem pada”.
- Marian Hemar w wierszu Może kiedyś innym razem informował: „Dni się robią coraz krótsze, może jutro czy pojutrze będzie lepiej, dziś jest jeszcze źle”.
- Julian Tuwim w wierszu Wspomnienie stwierdzał, że „Mimozami jesień się zaczyna, złotawa, krucha i miła”. Utwór Tuwima wykorzystał także Czesław Niemen wykonując go jako piosenkę.
- Konstanty Ildefons Gałczyński opisywał leśniczówkę, w której zwykł odpoczywać jesienią: „Tu, gdzie się gwiazdy zbiegły w taką kapelę dużą, domek z czerwonej cegły rumieni się na wzgórzu: to leśniczówka Pranie, nasze jesienne mieszkanie”.

W niektórych przypadkach trudno jest ustalić, czy dany wiersz opisuje jesień, czy przedzimie.

### Malarstwo
- Obrazem kojarzonym z tą porą roku jest „Jesień” włoskiego malarza manierystycznego Giuseppe Arcimboldo z 1573 roku, przedstawiający portret złożony z martwej natury z jesiennych warzyw i grzybów.
- W 1875 Józef Chełmoński malarz z epoki realizmu namalował obraz zatytułowany "Jesień" ukazujący XIX-wieczne polskie, wiejskie obejście któregoś z typowych jesiennych dni.

### Muzyka
Antonio Vivaldi stworzył cykl concerti grossi „Cztery pory roku”, z których trzeci – Jesień – przedstawia muzycznie opadanie liści, zawieję i słotę późnojesienną. Jest to jeden z wczesnych przykładów muzyki ilustracyjnej, której towarzyszy wierszowany opis literacki.